# Afonso Telo de Meneses, 5.º conde de Barcelos
Afonso Telo de Meneses (m. depois de 1372), 5.º conde de Barcelos por carta de 1372, foi um nobre português, filho de João Afonso Telo de Meneses, conde de Ourém e de Guiomar Lopes Pacheco e irmão de João Afonso Telo de Meneses, 1.º Conde de Viana do Alentejo. Morreu na juventude, em vida de seu pai, sem deixar descendência.